# Iglesia de la Asunción (Alcocer)
La iglesia de Nuestra Señora de la Asunción es un templo católico del municipio español de Alcocer, en la provincia de Guadalajara.

## Descripción
Se encuentra en la localidad guadalajareña de Alcocer, en Castilla-La Mancha. La iglesia, construida en el siglo XV, contaría con elementos de un románico muy tardío y góticos.
El 12 de julio de 1941, el inmueble fue declarado monumento histórico-artístico, mediante un decreto publicado el día 26 de ese mismo mes en el Boletín Oficial del Estado, con la rúbrica del dictador Francisco Franco y del entonces ministro de Educación Nacional, José Ibáñez Martín. En la actualidad cuenta con el estatus de Bien de Interés Cultural.